# Matthew Dixon
Matthew Dixion (Plymouth, 19 aprile 2000) è un tuffatore britannico.

## Biografia
Ha gareggiato ai Giochi europei di Baku 2015 dove è arrivato quarto nella piattaforma 10 metri.
Ha rappresentato la Gran Bretagna ai Campionati europei di tuffi di Kiev 2017, vincendo con Noah Williams la medaglia di bronzo nel concorso dei tuffi dalla piattaforma 10 metri sincro.
Ha gareggiato per la nazionale inglese ai Giochi del Commonwealth di Gold Coast 2018 dove, in coppia con il compagno di nazionale Noah Williams ha vinto la medaglia di argento nel concorso dei tuffi dalla piattaforma 10 metri sincro, chiudendo alle spalle dei connazionali  Tom Daley e Daniel Goodfellow. Nel concorso della piattaforma 10 metri individuale ha vinto l'argento terminando la gara dietro l'australiano Domonic Bedggood.

## Palmarès
- Europei di nuoto/tuffi

Kiev 2017: bronzo nella sincro 10m.
Glasgow 2018: argento nel sincro 10m.
Kiev 2019: bronzo nel sincro 10m.
Belgrado 2024: bronzo nel trampolino 3m.
- Giochi europei

Cracovia 2023: bronzo nel sincro 10m.
- Giochi del Commonwealth

Gold Coast 2018: argento nella piattaforma 10m e nel sincro 10m.